# موتهاری
موتهاری (به انگلیسی: Motihari) یک منطقهٔ مسکونی در هند است که در شهرستان چامپاران شرقی واقع شده‌است. موتهاری ۱۲۲ کیلومتر مربع مساحت و ۱۲۴٬۰۰۰ نفر جمعیت دارد و ۶۲ متر بالاتر از سطح دریا واقع شده‌است.